# Шведські хокейні ігри (листопад) 2001
Шведські хокейні ігри (листопад) 2001 — міжнародний хокейний турнір у Швеції в рамках Єврохокейтуру, проходив 6—11 листопада 2001 року у Стокгольмі. Матч Фінляндія — Чехія відбувся у Гельсінкі.

## Результати та таблиця
| 1. | Швеція    | ***      | 1:2 ОТ | 5:2 | 2:1 бул. | 7:4      | 4 | 2 | 1 | 1 | 0 | 15:9  | 9 |
| 2. | Чехія     | 2:1 ОТ   | ***    | 7:2 | 2:3      | 3:1      | 4 | 2 | 1 | 0 | 1 | 14:7  | 8 |
| 3. | Фінляндія | 2:5      | 2:7    | *** | 4:2      | 4:3      | 4 | 2 | 0 | 0 | 2 | 12:17 | 6 |
| 4. | Росія     | 1:2 бул. | 3:2    | 2:4 | ***      | 3:2 бул. | 4 | 1 | 1 | 1 | 1 | 9:10  | 6 |
| 5. | Канада    | 4:7      | 1:3    | 3:4 | 2:3 бул. | ***      | 4 | 0 | 0 | 1 | 3 | 10:17 | 1 |

М — підсумкове місце, І - матчі, В — перемоги, ВО — перемога по булітах або у овертаймі, ПО — поразка по булітах або у овертаймі, П — поразки, Ш — закинуті та пропущені шайби, О — очки

## Найкращі бомбардири
| М | Гравець            | Г | П | О |
| - | ------------------ | - | - | - |
| 1 | Генрік Зеттерберг  | 4 | 3 | 7 |
| 2 | Маттіас Вейнгандль | 2 | 3 | 5 |
| 3 | Валерій Карпов     | 1 | 4 | 5 |

## Команда усіх зірок
| Воротар  | Єгор Подомацький  |
| Захисник | Міхал Сикора      |
| Захисник | Томас Родін       |
| Нападник | Валерій Карпов    |
| Нападник | Генрік Зеттерберг |
| Нападник | Хассінен          |

## Найкращі гравці турніру
| Воротар  | Єгор Подомацький  |
| Захисник | Томас Родін       |
| Нападник | Генрік Зеттерберг |